# Bob van Pareren
J. (Bob) van Pareren (Bussum, 6 augustus 1947) is een Nederlands politicus. Hij was van 11 juni 2019 tot en met 12 juni 2023 lid van de Eerste Kamer. Sinds 29 maart 2023 is hij lid van de verenigde vergadering van het hoogheemraadschap van Rijnland, sinds 1 oktober 2023 namens de BoerBurgerBeweging (BBB). Verder is hij adviseur bij een instelling voor medische hulpmiddelen, waarvan hij eerder directeur was.
Van Pareren groeide op in Rotterdam en woont anno 2023 in Wassenaar. Hij studeerde bedrijfskunde op Nijenrode. Hij was ondernemer en dienstverlener in de zorg.

## Politieke loopbaan
Van Pareren was van 28 maart 2019 tot en met 28 maart 2023 lid van de Provinciale Staten van Zuid-Holland. Op 11 juni 2019 is hij geïnstalleerd als senator in de Eerste Kamer. Hij stond als kandidaat nummer 14 op de kandidatenlijst van Forum voor Democratie (FVD) en was voor zijn afsplitsing de penningmeester van die fractie.
In juli 2020 raakte Van Pareren in opspraak nadat hij op Twitter minister van Buitenlandse Handel en Ontwikkelingssamenwerking Sigrid Kaag (D66) beschuldigde van medeplichtigheid van moord wegens de overheidssteun die werd gegeven aan de Palestijnse organisatie Union of Agricultural Work Committees (UAWC). De regering van Israël heeft de NGO in 2021 aangemerkt als een terroristische organisatie. Hij bood hier later zijn excuses voor aan.
Vanaf 29 november 2020 maakte Van Pareren in de Eerste Kamer geen deel meer uit van de FVD-fractie. Hij stapte samen met vier andere FVD-senatoren uit de fractie, omdat de partij geen afstand nam van racistische en antisemitische appjes binnen de jongerenafdeling. Ze gingen verder onder de naam fractie-Van Pareren. Ook in de Provinciale Staten van Zuid-Holland stapte Van Pareren samen met Toine Beukering uit de FVD-fractie. Uiteindelijk zou dit aantal uitkomen op zeven Statenleden. Alle leden van deze fracties, inclusief Van Pareren, zouden zich later aansluiten bij de nieuwe partij JA21, en de Eerste Kamerfractie zou na de terugkeer van Annabel Nanninga verdergaan als de fractie-Nanninga, gezien het fractievoorzitterschap aan haar werd overgedragen. Tijdens de Eerste Kamerverkiezingen van 2023 was hij kandidaat nummer 19 op de JA21-kieslijst en werd niet verkozen, waarmee zijn senatorschap eindigde.
Van Pareren was lijsttrekker van JA21 in het hoogheemraadschap van Rijnland bij de waterschapsverkiezingen 2023. De partij kreeg genoeg stemmen om het hoogheemraadschap in te komen en sinds 29 maart 2023 is hij lid van de verenigde vergadering ervan. Op 1 oktober 2023 verliet hij JA21 en sloot zich aan bij de BoerBurgerBeweging (BBB), die op dat moment met vijf zetels vertegenwoordigd was.
- Parlement.com: vkz59w2nu8jo